# Team New Wave
Team New Wave was de schaatsploeg rondom Joelia Skokova.
Skokova was in augustus 2015 vanwege het vertrek van Marchetto ontevreden over de koers van de Russische schaatsbond en overwoog aanvankelijk om te wisselen van nationaliteit. Met Chernova, Kačurkina en vijf andere landgenoten werkte ze enige tijd in deze ploeg samen.

## Schaatsploeg

### 2015-2016
De ploeg bestaat vooralsnog uit deze rijders:
| Naam                | Specialisatie            |
| ------------------- | ------------------------ |
| Joelia Skokova      | 1500, 3000 en 5000 meter |
| Alexander Kačurkina | 1500 en 5000 meter       |
| Anna Tsjernova      | 1500, 3000 en 5000 meter |